# Референдумы в Швейцарии (1939)
Референдумы в Швейцарии проходили 22 января, 4 июля и 3 декабря 1939 года. Январский референдум по гражданской инициативе о гражданских правах был отвергнут, а федеральная резолюция об ограничении введения чрезвычайного положения в Конституции была одобрена. В июне прошёл конституционный референдум по поправке относительно финансирования правительственной политики по обороне и безработице. Поправка была одобрена. В декабре был референдум по федеральному закону о статусе занятости и страховании для федеральных служащих.

## Избирательная система
Референдумы по чрезвычайному положению и по политике в области обороны и безработицы были обязательными и требовали двойного большинства для одобрения: избирателей и кантонов. Предложение о гражданских правах была гражданской инициативой и также требовало двойного большинства. Референдум по федеральным служащим был факультативным и требовал для одобрения лишь большинство голосов избирателей.

## Результаты

### Январь: Инициатива по гражданским правам
| Выбор                                | Общее голосование | Общее голосование | Кантоны | Кантоны | Кантоны |
| Выбор                                | Голосов           | %                 | Полных  | Полу-   | Всего   |
| ------------------------------------ | ----------------- | ----------------- | ------- | ------- | ------- |
| За                                   | 141 323           | 28,9              | 0       | 0       | 0       |
| Против                               | 347 340           | 71,1              | 19      | 6       | 22      |
| Пустых бюллетеней                    | 77 687            | –                 | –       | –       | –       |
| Недействительных бюллетеней          | 3 211             | –                 | –       | –       | –       |
| Всего                                | 569 561           | 100               | 19      | 6       | 22      |
| Зарегистрированных избирателей/ Явка | 1 223 536         | 46,6              | –       | –       | –       |
| Источник: Nohlen & Stöver            |                   |                   |         |         |         |

### Январь: Ограничения при введении чрезвычайного положения
| Выбор                                | Общее голосование | Общее голосование | Кантоны | Кантоны | Кантоны |
| Выбор                                | Голосов           | %                 | Полных  | Полу-   | Всего   |
| ------------------------------------ | ----------------- | ----------------- | ------- | ------- | ------- |
| За                                   | 346 024           | 69,1              | 18      | 6       | 21      |
| Против                               | 155 032           | 30,9              | 1       | 0       | 1       |
| Пустых бюллетеней                    | 65 459            | –                 | –       | –       | –       |
| Недействительных бюллетеней          | 3 046             | –                 | –       | –       | –       |
| Всего                                | 569 561           | 100               | 19      | 6       | 22      |
| Зарегистрированных избирателей/ Явка | 1 223 536         | 46,6              | –       | –       | –       |
| Источник: Nohlen & Stöver            |                   |                   |         |         |         |

### Июль: Правительственная политика по обороне и безработице
| Выбор                                | Общее голосование | Общее голосование | Кантоны | Кантоны | Кантоны |
| Выбор                                | Голосов           | %                 | Полных  | Полу-   | Всего   |
| ------------------------------------ | ----------------- | ----------------- | ------- | ------- | ------- |
| За                                   | 445 622           | 69,1              | 16      | 6       | 19      |
| Против                               | 199 540           | 30,9              | 3       | 0       | 3       |
| Пустых бюллетеней                    | 24 871            | –                 | –       | –       | –       |
| Недействительных бюллетеней          | 1 420             | –                 | –       | –       | –       |
| Всего                                | 671 453           | 100               | 19      | 6       | 22      |
| Зарегистрированных избирателей/ Явка | 1 226 873         | 54,7              | –       | –       | –       |
| Источник: Direct Democracy           |                   |                   |         |         |         |

### Декабрь: Статус федеральных служащих
| Выбор                                | Голосов   | %    |
| ------------------------------------ | --------- | ---- |
| За                                   | 290 238   | 37,6 |
| Против                               | 481 035   | 62,4 |
| Пустых бюллетеней                    | 19 524    | –    |
| Недействительных бюллетеней          | 2 102     | –    |
| Всего                                | 792 899   | 100  |
| Зарегистрированных избирателей/ Явка | 1 241 404 | 63,9 |
| Источник: Nohlen & Stöver            |           |      |